# 大馬采維奇
49°52′44″N 27°18′42″E / 49.87889°N 27.31167°E
大馬采維奇（烏克蘭語：Великі Мацевичі）是位於烏克蘭西部的村莊，由赫梅利尼茨基州裡赫梅利尼茨基區的舊康斯坦丁尼夫市鎮負責管轄。該村面積2.13平方公里，海拔高度290米，2001年人口603，人口密度每平方公里282.7人。